# Marcelo Caetano
Marcello Caetano, właśc. Marcelo José das Neves Alves Caetano (ur. 17 sierpnia 1906 w Lizbonie, zm. 26 października 1980 w Rio de Janeiro) – portugalski polityk, pełniący funkcję premiera w latach 1968–1974.

## Życiorys
Swoją zawodową karierę zaczynał jako wykładowca na wydziale prawa uniwersytetu w Lizbonie. Polityczną karierę rozpoczął na początku lat czterdziestych. Szybko piął się w górę: najpierw został szefem Mocidade Portuguesa (Młodzieży Portugalskiej), a następnie ministrem ds. kolonii. Jego relacje z Salazarem bywały napięte, co sprawiało, że nie był uważany za poważnego następcę premiera.
W 1968 Salazar doznał wylewu krwi i został odsunięty od władzy. Prezydent Américo Tomás wybrał właśnie Caetano na funkcję premiera. Tomás jednak nigdy nie konsultował swego wyboru z Salazarem. Wielu obywateli miało nadzieję, że nowy premier złagodzi reżim i zmodernizuje gospodarkę.
Na początku wydawało się, że nadzieje obywateli zostaną spełnione. Przyznał rentę robotnikom rolnym, którzy wcześniej nie mieli szansy na ubezpieczenie społeczne, zainwestował w rozwój wielu dziedzin gospodarki, jak np. konstrukcję nowej rafinerii w Sines. Jeśli chodzi o politykę, pozwolił partiom opozycyjnym na udział w wyborach parlamentarnych w 1969. Mogły startować z wielu list, a nie jednej, jak dotychczas.
Opozycja uznała reformy polityczne za niewystarczające i zbojkotowała wybory parlamentarne. Dla twardogłowych członków reżimu, w tym prezydenta Tomása, były zbyt daleko idące. Jeśli chodzi o gospodarkę, to jej początkowe sukcesy zostały zniwelowane przez kryzys paliwowy z początków lat siedemdziesiątych. Największym problemem Caetano było coraz większe zmęczenie obywateli wojnami kolonialnymi, które nie dość, że pochłaniały tysiące ofiar (a także 40% dochodów państwa na początku lat siedemdziesiątych), to nie było szans na ich rychłe zakończenie.
W 1974 Caetano został obalony w wyniku rewolucji goździków. Po utracie władzy wyjechał do Brazylii, gdzie zmarł. Spoczywa na Cmentarzu świętego Jana Chrzciciela w Rio de Janeiro.